# ولاية كسلا

خريطة المنطقة كسلا نظرة عامة

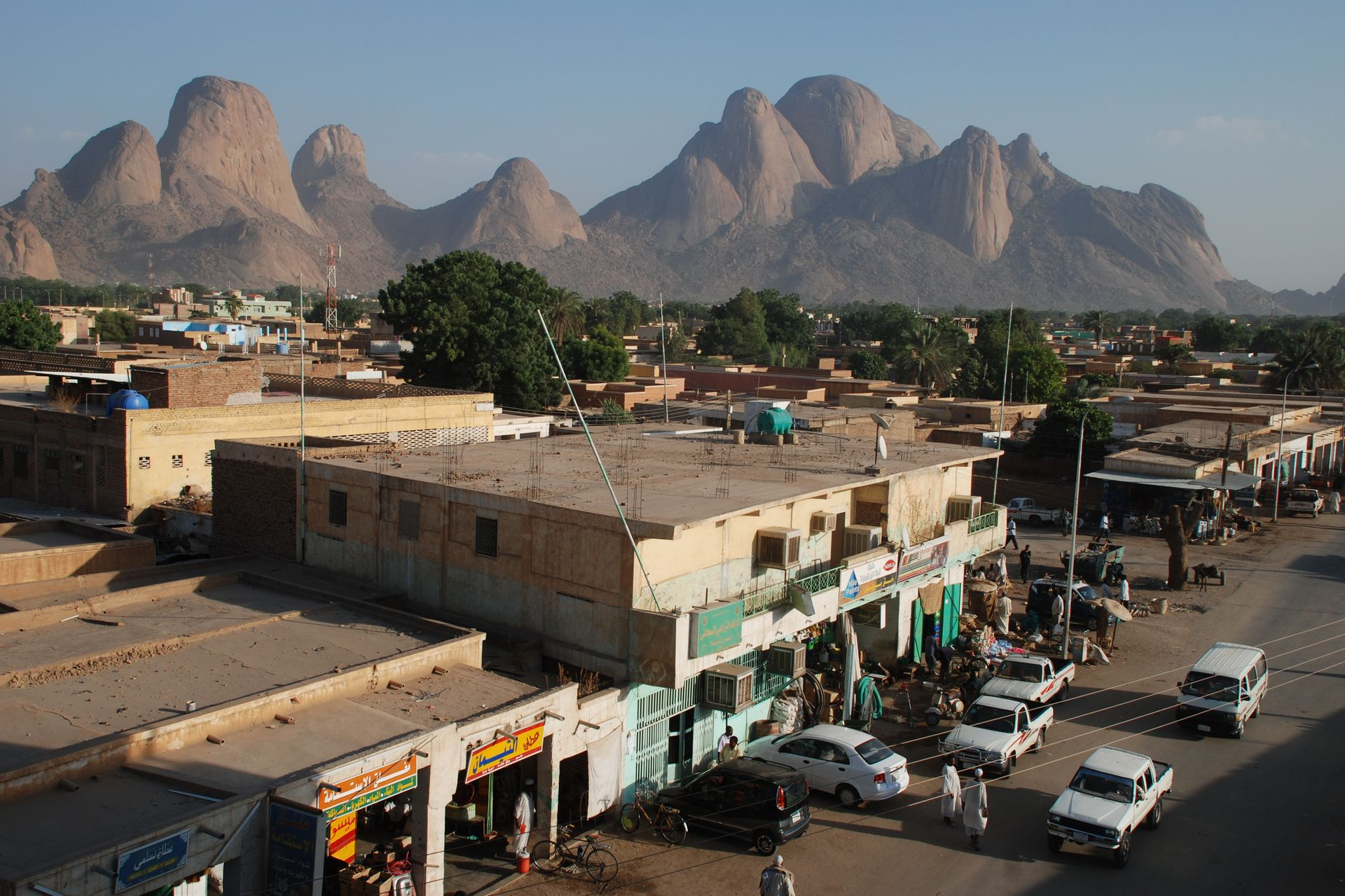
توتيل مركز كسلا

ولاية كَسَلَا (بفتح الكاف والسين) هي إحدى ولايات السودان وعاصمتها مدينة كسلا، وتقع في الجزء الشرقي للسودان. تحدها من الشمال ولاية البحر الأحمر، ولاية نهر النيل ومن الغرب والجنوب ولاية القضارف ومن الشرق والجنوب الحدود الإريترية.
تتميز الولاية بوفرة الحدائق والبساتين وتنوع الطبيعة مما يجعلها واحدة من أهم المناطق السياحية في السودان. يوجد بها مشروع حلفا الجديدة الزراعي الذي يروى من خزان خشم القربة إلى جانب العديد من المشاريع الزراعية الأخرى لإنتاج قصب السكر، القمح، الذرة. عاصمتها مدينة كسلا وتبلغ مساحتها المساحة 42282 كيلو متر مربع وعدد سكانها 1,527,214 نسمة.

## أصل التسمية
أخذت ولاية كسلا اسمها من مدينة كسلا، والتي أخذت اسمها بدورها من جبل كسلا، أحد أهم المعالم الطوبغرافية المهمة بالمنطقة. وولاية كسلا هي واحدة من ولايات السودان التي أخذت اسمها من عاصمتها.

## التاريخ
ترجع نشأة كسلا كوحدة إدارية إلى عام 1840 م، عندما جعلها الأتراك وحدة إدارية باسم إقليم التاكا، وبظهور الحركة المهدية كان إقليم التاكا مسرحاً للحروب.

## الجغرافيا

### الموقع
تقع مدينة كسلا حاضرة الولاية على ارتفاع 496 متر فوق مستوى سطح البحر، وعلى مسافة 480 كيلومتر من عاصمة السودان الخرطوم عبر سهول البطانة في وسط السودان، وتتوسط أجزاء الولاية المختلفة، كما أن موقعها على رأس دلتا نهر القاش زاد من أهميتها الإستراتيجية.

### التضاريس
تتنوع تضاريس الولاية من سهول رملية إلى وديان موسمية وكتلة جبلية أبرزها جبال كسلا وتوتيل والتاكا وتظهر على شكل أنف صخرية ضخمة.
ويرتفع جبل كسلا إلى نحو 851 متر فوق مستوى السهول المحيطة به، وهو عبارة كتلة ضخمة من الصخور الجرانيتية الملساء تمثل النهاية الشرقية لمدينة كسلا، وينفصل جبل كسلا عن التلال الأريترية شرقا بمسافة يبلغ اتساعها حوالي 24 كيلومتر.
ومن أهم الوديان هو نهر القاش، وهو مجرى موسمي يفيض بالمياه بين شهور يوليو / تموز، أكتوبر/ تشرين الأول، ثم يصبح مجرى من الرمال في بقية شهور العام.

### المناخ
تتراوح درجات الحرارة ما بين 33 و47 درجة مئوية، ويبلغ متوسط الأمطار في الولاية ما بين 750 مليمتر في شمالها و400 مليمتر في جنوبها. وهي بدرجة حرارتها هذه أشبه بمنطقة حضرموت في اليمن.
بعض أجزاء الولاية تأثرت بموجة التصحر، الجفاف التي ضربت المنطقة في بداية ثمانينيات القرن الماضي، الأمر الذي أحدث تغيير في طبيعتها الجغرافية، حيث انخفضت كثافة الغطاء النباتي في بعض الأجزاء بل أنها تلاشت بصورة ملحوظة، وغطت الرمال التربة بشكل ملفت للنظر، ويبدو هذا جلياً في مناطق قوز رجب الواقعة بالقرب من نهر عطبرة في غرب مدينة كسلا، كما يظهر في مناطق شمال الدلتا من بلدة أروما حتى بلدة درديب على حدود ولاية البحر الأحمر.

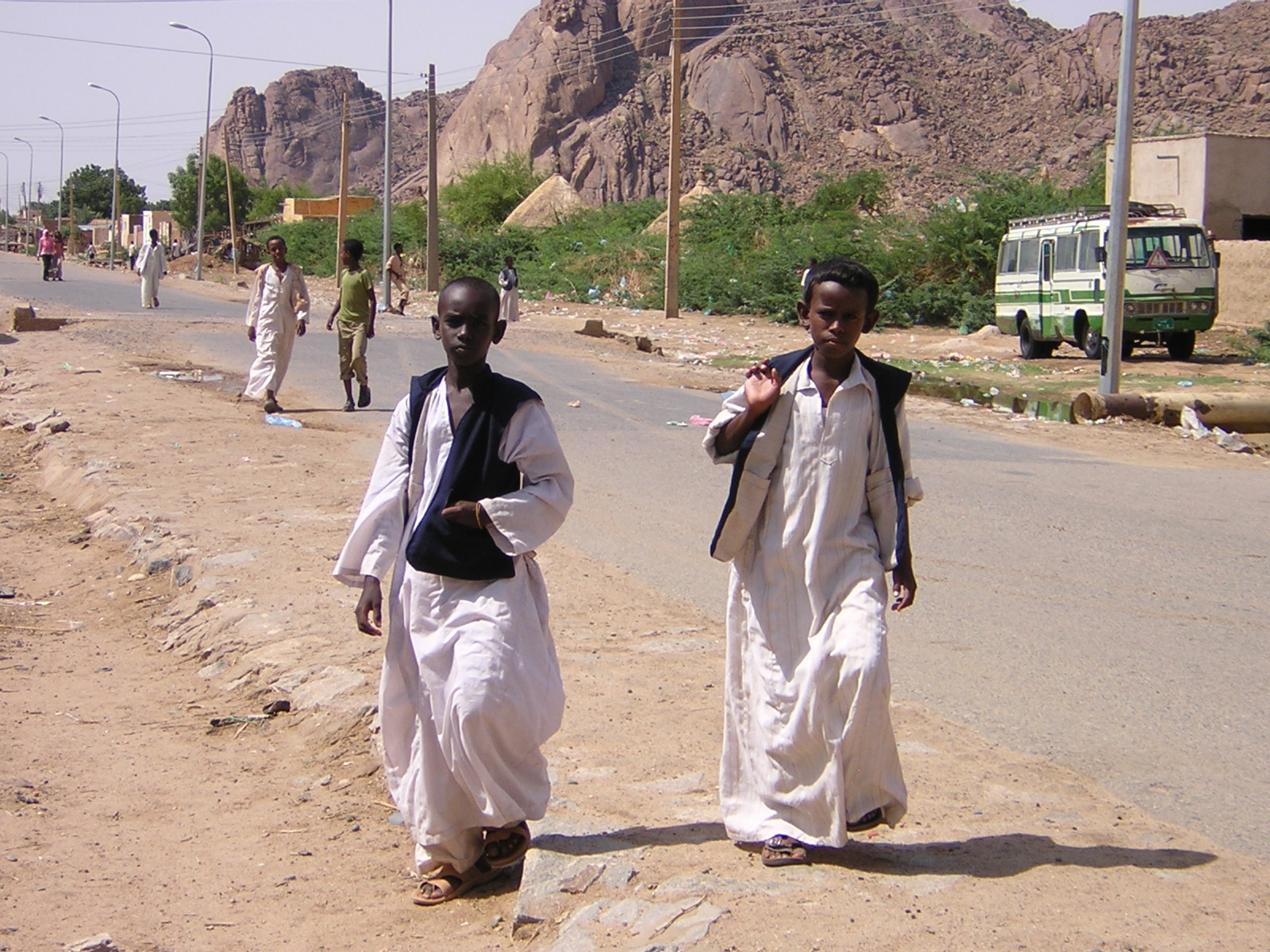
فتيان بمنطقة توتيل

## التعليم
يوجد بالولاية 454 مدرسة ابتدائية و73 مدرسة ثانوية.
عدد مدارس التعليم الأساسي 161 مدرسة منها 62 مدرسة بنين و39 بنات و61 مدرسة مختلطة، بالإضافة إلى 25 مدرسة ثانوية وبها جامعة كسلا التي تضم عدد من الكليات «الطب والعلوم الصحية -الهندسة - التربية - الاقتصاد - الحاسوب - الزراعة» وأيضا كلية كسلا التقنية.
يمثل قطاع التعليم 77% من إجمالي القوة العاملة، بينما يشكل العاملون في الإدارة المالية والاقتصادية حوالي 12%.

## المرافق الخدمية العامة
عدد المساجد 230 مسجدا و98 زاوية و120 خلوة و7 كنائس.
عدد المستشفيات 6 مستشفيات و27 مركزاً صحياً.

## الإدارة
كسلا ولاية من ولايات السودان وتتكون من المحليات التالية:
- كسلا
- نهر عطبرة
- تلكوك
- ريفى أروما
- همشكوريب
- ريفى خشم القربة
- ريفى السبدرات
- حلفا الجديدة
- ريفى غرب كسلا
- ود الحليو
- شمال الدلتا

## أهم المعالم السياحية
| - نهر القاش - نهر عطبرة - جبل مكرام - جبال توتيل - مقابر السبدرات الاثرية جبال هورا - السواقي الشمالية والجنوبية | - جبل أويتلا - منتزه الرميلة السياحي - منتزه 42 العائلي - منتزه البستان السياحي - منتزه الزناري السياحي |

## أهم المدن
- مدينة كسلا هي عاصمة ولاية كسلا وهي واحدة من المدن السياحية في السودان.
- حلفا الجديدة وقد تم بنائها لتوطين سكان منطقة وادي حلفا والذين غمرت مياه بحيرة النوبة(بحيرة ناصر) مناطق سكناهم ومزارعهم بعد بناء السد العالي في مصر.
- خشم القربة وتشتهر بسد خشم القربة وغابة الرميلة التي تعتبر بمثابة منتجع سياحي يؤمه كل مواطني الولاية في مختلف المناسبات.

## الموارد الطبيعية
تتمتع الولاية بموارد طبيعية ضخمة أهمها:

### الموارد المائية
- الحفائر والمياه الجوفية:

هناك عدد كبير من الحفائر (المفرد حفير وهو حوض ترابي لتجميع مياه الأمطار والأودية الموسمية) بمحافظات الولاية المختلفة، بالإضافة إلى بعض السدود الترابية والحجرية في مناطق باشمين ونهداي، وعدد من محطات رفع المياه اليدوية والآبار السطحية.
- نهر عطبرة:

أحد روافد نهر النيل ويتكون حوضه من نهري بإسلام، سيتيت ويبلغ متوسط إيراده السنوي من المياه 12 ألف متر مكعب، 60% منها من نهر سيتيت و40% من رافد بإسلام، وتبلغ كمية المياه المتوفرة المستهلكة بالولاية من الإيراد السنوي لنهر عطبرة نحو 3980 مليون متر مكعب.
- نهر القاش:

ينحدر من المرتفعات الأريترية ويبلغ متوسط إيراده المائي نحو 650 مليون متر مكعب، يستخدم نحو 60% منه في ري مشروع القاش الزراعي والمتبقي من هذا الإيراد يتوزع بين تغذية الخزان الجوفي والتبخر.

## الاقتصاد
تعتمد الولاية في مواردها الاقتصادية على الزراعة والتجارة والرعي والخدمات.

### الزراعة
تتميز الولاية بالأراضي الزراعية الشاسعة والخصبة والتي تغطي أكثر من 40% من مساحتها، بالإضافة إلى ثروة غابية مقدرة ومراعي طبيعية واسعة.
ولذلك تعتبر الزراعة النشاط الرئيسي لسكان الولاية حيث تقدر المساحة الصالحة للزراعة بنحو 2,8 مليون فدان مستغل منها حاليا 1,2 مليون فدان في زراعة المحاصيل النقدية المتمثلة في الذرة البيضاء، السمسم، القمح، الفول السوداني، القطن، إلى جانب المحاصيل البستانية التي تتفرد بها الولاية والبالغ إنتاجها سنوياً حوالي 300 ألف فدان من الخضر والفواكه، وبالرغم من الإمكانيات الزراعية الضخمة والمتوفرة بالولاية فإنه لم يتم الاستفادة منها بعد.

### الصناعة
أهم الصناعات بالولاية هي صناعة السكر، تعليب الفاكهة، تجفيف البصل، معاصر زيوت، مطاحن الغلال والصناعات الغذائية الأخرى، بالإضافة للورش الهندسية والطباعة.
وتبلغ الطاقة التصميمية لمصنع سكر حلفا 60 ألف طن سنوياً، ومصنع تعليب الفاكهة 1.600 طن سنوياً ومصنع تجفيف البصل 900 طن وقد تم إعادة تأهيل هذا الأخير بغرض التصدير.
أما صناعة الزيوت فإنها تتركز في مدينة حلفا الجديدة حيث تبلغ الطاقة الإنتاجية للمعاصر حوالي 39 ألف طن من الخام.
وتبلغ الطاقة الإنتاجية بمطاحن الغلال بالولاية حوالي 175 ألف طن سنوياً ومصانع الأعلاف حوالي 90 ألف طن.

## الثروة الحيوانية
تعتبر ولاية كسلا من الولايات الغنية بالثروة الحيوانية، ويبلغ حجمها 4,300,000 رأس من الماشية التي تعتمد بصورة رئيسية على المراعي الطبيعية، أما من حيث الثروة السمكية فتشكل بحيرة خزان خشم القربة مجالا رحبا لصيد 800 طن من الأسماك سنويا.
تعداد الثروة الحيوانية بالولاية:
ضأن 1,401,000
إبل 1,700,651
ماعز 948,600
أبقار 490,000

### القوى العاملة
يمثل العاملون بأنشطة الخدمات الصحية والهندسية نسبة 10% من إجمالي القوة العاملة، بينما تمثل الأنشطة الاجتماعية نسبة 1%.

## وصلات خارجية
- خبار بلادي.. السودان.. ولاية كسلا